# Kingsley (Hampshire)
Kingsley is een civil parish in het bestuurlijke gebied East Hampshire, in het Engelse graafschap Hampshire.